# Fran Lebowitz
Frances "Fran" Ann Lebowitz (Morristown, 27 de outubro de 1951) é uma escritora e atriz estadunidense.
O diretor Martin Scorsese realizou duas obras dedicadas a ela: o documentário Public Speaking (2010)  e a série Faz de Conta Que Nova York É Uma Cidade (Pretend It’s a City), gravada em 2020 e lançada na Netflix em 2022, na qual ao longo de sete episódios, ela mostra sua perspectiva ácida sobre diversos temas.

## Biografia
Filha de judeus, se declara ateia. Se mudou para Nova York nos anos 70 onde trabalhou no Interview, o jornal de Andy Warhol, foi contratada para assinar uma coluna e lançou livros como as coletâneas de ensaios Metropolitan life (1978) e Social studies (1981).

## Filmografia
- The Wolf of Wall Street
- Law & Order (série de TV)
- Law & Order - Criminal Intent (série de TV)

## Obras
- Metropolitan Life , Dutton, 1978.
- Social Studies , Random House, 1981.
- The Fran Lebowitz Reader, Vintage Books, 1994.
- Mr. Chas and Lisa Sue Meet the Pandas, Knopf, 1994.
- Progress ( [Não terminado]
- Exterior Signs of Wealth [Não terminado]